# 矮鮨樸麗魚
矮鮨樸麗魚，為輻鰭魚綱鱸形目隆頭魚亞目慈鯛科的其中一種，被IUCN列為極危保育類動物，分布於非洲愛德華湖及喬治湖流域，棲息深度4-8公尺，體長可達7.6公分，棲息在沙泥底質水域，生活習性不明。

## 擴展閱讀
維基物種上的相關：矮鮨樸麗魚